# Atenuació (genètica)
En genètica, l'atenuació és un mecanisme de regulació gènica present en alguns operons bacterians, que deriva en la terminació prematura de la transcripció i es basa en el fet que, en bacteris, la transcripció i la traducció es desenvolupen simultàniament. També és present en arqueus. L'atenuació implica un senyal d'aturada provisional (atenuador), localitzat en el segment d'ADN que correspon a la seqüència líder de l'ARNm. Durant l'atenuació, el ribosoma esdevé parat (retardat) en l'atenuador. Depenent de les condicions metabòliques, l'atenuador o bé atura la transcripció en aquell moment o bé permet continuar la transcripció cap a la part estructural del gen de l'ARNm, i permet així la síntesi de la proteïna escaient.
Els atenuadors són regions reguladores in cis situades a l'extrem 5', que formen una de les dues estructures secundàries alternatives de l'ARN, i determinen així l'èxit o el fracàs de la transcripció. La formació de l'estructura determinada és modulada per un mecanisme sensor que produeix o bé un terminador Rho-independent, interrompent la transcripció i produint un ARN no funcional; o una estructura d'antiterminació, que deriva en un ARN funcional. Tot i que no compleixen la definició anterior d'atenuació (de la transcripció), n'hi ha molts exemples equivalents en què la traducció, i no la transcripció, s'acaba prematurament a causa de l'emmascarament de la seqüència Shine-Dalgarno (lloc d'enllaç dels ribosomes) en una estructura de tija en bucle, i per això s'inclouen en aquest article. L'atenuació és un mecanisme regulador antic, prevalent en moltes espècies bacterianes, que proporciona un control ràpid i sensible d'operons i és generalment utilitzat per reprimir gens en presència del seu mateix producte (o un altre metabòlit produït a partir del mateix producte).

## Classes d'atenuadors
Els atenuadors es poden classificar segons el tipus de molècula que indueix el canvi d'estructura de l'ARN. Probablement els mecanismes d'atenuació es van desenvolupar d'hora, potser abans de la separació entre arqueus i bacteris, i de llavors ençà ha anat evolucionat per utilitzar un nombre variat de molècules sensors. Per exemple, l'operó triptòfan utilitza tres mecanismes diferents en distints organismes).

### Ribointerruptors
Els ribointerruptors (en anglès riboswitches) s'enllacen amb molècules com aminoàcids, nucleòtids, sucres, vitamines, ions metàl·lics i altres lligands petits que causen un canvi conformacional en l'ARNm. La majoria d'aquests atenuadors tenen caràcter inhibitori i són emprats per a regular gens enzims biosintètics o transportadors, l'expressió dels quals és inversament proporcional a la concentració dels seus metabòlits corresponents.

### Caixes T
Aquests elements (en anglès T-boxes) s'enllacen específicament als ARNt sense càrrega elèctrica, i modulen l'expressió de l'operó sintetasa de l'aminoacil-tARN corresponent. Els nivells alts d'ARNt sense càrrega promouen la seqüència d'antiterminació i provoquen així un augment de la concentració d'ARNt carregat elèctricament. Aquests elements són considerats per alguns una família separada de ribointerruptors. Malgrat tot, són significativament més complexos que la classe anterior d'atenuadors.

### Atenuació amb intervenció proteica
Les interaccions proteïna-ARN poden prevenir o estabilitzar la formació d'una estructura d'antiterminació.

### Atenuació amb intervenció de ribosomes
L'atenuació depèn de l'activitat dels ribosomes. Si el ribosoma fa una pausa a causa d'una quantitat insuficient d'ARNt en el medi, aleshores la formació de l'estructura d'antiterminació és afavorida. Un exemple d'aquest tipus de regulació és l'operó trp de l'E. coli.

### ARN termòmetre
Si la formació de llaços en l'ARN depèn de la temperatura, aleshores aquesta és un paràmetre útil per controlar l'expressió dels gens de l'operó. Aquests ARN termòmetres actuen controlant l'accessibilitat dels ribosomes en la seqüència Shine-Dalgarno, com per exemple en l'expressió de d'illes de patogenicitat d'alguns bacteris després de la seva entrada en l'hoste. Alguns estudis recents prediuen l'existència d'estructures secundàries alternatives depenent de la temperatura (incloent-hi terminadors Rho-independents) en direcció 5' de gens de xoc tèrmic en E. coli.

### Descobriment
El mecanisme d'atenuació fou descobert per Charles Yanofsky en l'operó trp de l'E. coli. L'observació feta per primera vegada estava relacionada amb dos fets científics diferents. Les mutacions que anul·len el gen trp R (que codifica la proteïna repressora de l'operó trp) mantenen un cert grau de regulació de l'operó trp (aquests mutants no presenten una activació/repressió completa segons la concentració de triptòfan). El rang regulador de l'operó trp és 
d'unes 700 unitats (actiu/reprimit). Quan el repressor és genoanul·lat, encara s'observa un rang regulador d'unes 10 unitats. A més, quan es va seqüenciar el començament de l'operó trp s'hi observà la presència inusual d'un marc obert de lectura immediatament en la direcció 5' dels marcs oberts de lectura dels gens estructurals que codifiquen els enzims necessaris per a la biosíntesi del triptòfan.
Yanofsky observà que el marc obert de lectura contenia dos cordons Trp en tàndem i, a més, que la proteïna repressora tenia deu vegades el contingut normal de triptòfan. També observà que l'ARNm d'aquesta regió contenia dues regions palindròmiques que permetien la formació de dues estructures secundàries mútuament exclusives. Una d'elles té l'estructura d'un terminador rho-independent. L'altra, quan es forma, prevé la formació del terminador.

## Altres operons regulats per atenuació
El descobriment d'aquest tipus de mecanisme de regulació d'expressió gènica en un operó de biosíntesi ha comportat el seu redescobriment en una àmplia varietat d'operons per als quals mai s'havien descobert repressors.
| Operó        | Seqüència líder                       |
| ------------ | ------------------------------------- |
| Histidina    | MTRVQFKHHHHHHHPD stop                 |
| Treonina     | MKRISTTITTTITITTGNGAG stop            |
| Ilv (GEDA)   | MTALLRVISLVVISVVVIIIPPCGAALGRGKA stop |
| IlvB         | MTTSMLNAKLLPTAPSAAVVVVRVVVVVGNAP stop |
| Leucina      | MSHIVRFTGLLLLNAFIVRGRPVGGIQH stop     |
| Fenilalanina | MKHIPFFFAFFFTFP stop                  |